# Uraí
Uraí est une ville de l’État du Paraná au Brésil. Fondée en 1936, elle compte un peu plus de 11 000 habitants.